# مکونگ کپیتال
مکونگ کپیتال (انگلیسی: Mekong Capital) شرکت سرمایه‌گذاری ویتنامی است، که در سال ۲۰۰۱ تأسیس شد.